# Pawonków (stacja kolejowa)
Pawonków – przystanek kolejowy w Pawonkowie, na linii nr 61. Na przystanku zatrzymują się tylko pociągi osobowe, istnieje budynek dworca, brak natomiast kas biletowych.

## Ruch pasażerski
| Rok  | Wymiana pasażerska na dobę |
| ---- | -------------------------- |
| 2017 | 0-9                        |
| 2022 | 0-9                        |

Po podziale Górnego Śląska w 1922 roku stacja w Pawonkowie była pierwszą/ostatnią po polskiej stronie. Granica niemiecko-polska posiadała w tym miejscu wcięcie zaraz za budynkami dworcowymi, w głąb państwa niemieckiego.

## Połączenia
- Częstochowa
- Lubliniec
- Opole